# 高雄市苓雅區四維國民小學
高雄市苓雅區四維國民小學（Kaohsiung Municipal Sih-wei Primary School，英語縮寫成SWPS，簡稱四維國小、四維），是位於臺灣高雄市苓雅區的市立國民小學。

## 地理位置
面對高雄市青年一路、民權一路、苓雅一路與維仁四街等四條街道，東邊鄰近高雄市文化中心和國立高雄師範大學，西接苓雅區行政中心、高雄市政府四維行政中心、南面復華高中，屬於文教區域內的學校。

## 學校象徵

### 校徽
「四維」字外的四道光芒暨四大支柱，象徵著「禮義廉恥」國之四維，光輝大張，永照大地，同時表示「德智體群」四育的均衡發展。 
整個圓形圖案造形是一幅富現代「美」感的設計，它 不但象徵了「四維國小」未來五育兼備的完美新形象，更顯示了學校在藝術教育（美育）的提倡與推展的決心，以符合「德、智、體、群、美」五育並重的現代教育。簡明的造形及穩重的色彩，呈現一種明快、果決及穩定發展的蓬勃朝氣，校徽色彩「青、白、紅」，採用國旗的三種原色，表示全體師生忠愛國家。 
用抽象的造形來傳達「禮義廉恥」國之四維及共同校訓的哲學寓意，不泥古、不拘一意。

### 願景
- 勤奮：自動自發，積極進取，展現青春活力。
- 合群：尊重他人，合作樂群，爭取團體榮譽。
- 人文：尊重生命，落實環保，開拓鄉土情懷。
- 創新：體驗學習，創意無限，激發多元智慧。

### 校歌
作詞：謝耀文
作曲：鍾明昆
巍巍我校，高雄四維。
東鄰中正紀念堂
人文薈萃，師生勤奮，
合群團結建康莊
明禮尚義．
重廉和耻，
四維光芒
永照八方，
榮觀進取，
研究創造福人群校名場，
五育並進，允文允武，
精忠報國興家邦。

## 歷史
- 1963年9月6日：由首任校長王冠洲先生奉令設校，當時校名為高雄市苓雅區四維國民學校，並借用苓洲國民學校(現高雄市苓雅區苓洲國民小學)。[1][2][3]
- 1964年3月15日：校舍興建完成，並於當年3月25日遷至現址上課，並訂3月25日為校慶。
- 1973年9月：增設自立幼稚園。
- 1981年6月30日：《四維兒童》創刊。
- 1982年12月5日：原本供應全校用水的大型水塔改建成大型超高滑梯(大象溜滑梯)。
- 1983年4月8日：新建活動中心、圖書館、視聽教室和增建教室動工新建，同年9月26日完工啟用。
- 1988年9月：全校學生高達5150人。
- 1989年9月：附設自立幼稚園改制為附設幼稚園。
- 1990年3月：操場PU跑道開始動工、5月完工。
- 1991年7月1日：與日本東京都板橋区私立淑德小學校結為姊妹校。
- 1991年9月：新四維樓竣工啟用。
- 1992年12月13日：游泳池落成啟用。
- 1994年5月：興建前庭的維園和原木遊戲場(木頭公園)。
- 1997年4月22日：游泳池加頂工程落成啟用，成為室內游泳池。
- 1997年10月：興建籃球場完工。
- 2002年：校長李德治先生以民主方式，由全校學生投票，九成的學生希望保留大象溜滑梯。
- 2003年5月26日：整建運動場。
- 2005年6月13日：教育部部長杜正勝巡視四維國小危險校舍(八德樓、勤奮樓、合群樓)。
- 2008年2月12日：拆除舊勤奮樓、舊合群樓。
- 2008年3月12日：第一期校舍改建工程動土奠基典禮(勤奮樓、合群樓)暨勤奮樓、合群樓興建。
- 2009年1月17日：由校長呂淑屏、管弦樂團老師陳偉聰與陳品軒、葉育伶、林晉丞等24位集弦樂、管樂、打擊樂的管弦樂團團員前往日本與高雄市姊妹市之一的八王子市鑓水小學校與千葉縣千葉市立幸町第一小学校進行音樂交流。
- 2009年8月：第一期校舍改建工程(新勤奮樓、新合群樓)完工。
- 2009年8月：拆除八德樓。
- 2010年2月：整建運動場。
- 2010年2月：於原八德樓處興建四維爺爺號。
- 2010年6月19日：校長呂淑屏為平息「有力人士」的反對聲浪，決定拆除由水塔改建而成大象溜滑梯。
- 2013年5月：由陳嘉斌老師帶領學生參加「全球虛擬教室專案競賽」 （页面存档备份，存于）榮獲全球第2名。
- 2013年12月：102學年度是四維立校50周年，12月21日擴大辦理年度校慶。
- 2020年11月：操場重修。
- 2021年1月：操場重修完畢。
- 2022年1月：廚房耐震補強開始動工。

## 外部連結
- 高雄市苓雅區四維國民小學全球資訊網